# Калитеа (квартал на Костур)
Калитеа (на гръцки: Καλλιθέα) е квартал в македонския град Костур (Кастория), Гърция.
Кварталът е изграден на стръмен хълм с панорамна гледка на запад от шийката на Костурския полуостров. На хълма по време на османското владичество и междувоенния период е разположен малкият квартал Варош (Вароси) с около 50 цигански семейства и голямо мюсюлманско гробище. В периода 1929-1930 година във Вароша на два етапа са изградени къщи за заселване на бежанци, принудително изселени от Мала Азия, Турция, по Лозанския договор. През 1954 година започва разширяване на града в квартал Калитея и строежът на нови блокове. В периода 1957-1958 година около 250 свободни парцела, са предоставени на нуждаещи се семейства, които са засттроени през 60-те и 70-те години. Нуждаещите се са до голяма степен загубили имуществото си в Гражданската война семейства от селата на Грамос и на Вич. В 1962 година е започнат строежът на църквата „Св. св. Константин и Елена“.